# Premis Princesa d'Astúries
Els Premis Princesa d'Astúries, fins al 2014 anomenats Premis Príncep d'Astúries, van néixer el 1981, convocats per la fundació Princesa d'Astúries, i es donen anualment a Oviedo, capital del Principat d'Astúries, en una cerimònia presidida pel príncep d'Astúries. Tant per la categoria dels premiats com per la composició dels jurats són un tret acadèmic de primer ordre.
Els premiats poden ser persones físiques, institucions, o grups de treball de tot el món, que hagin destacat en la seva trajectòria en alguna de les vuit categories: Arts, Esports, Ciències Socials, Comunicació i Humanitats, Concòrdia, Cooperació Internacional, Investigació Científica i Tècnica, o Lletres.